# L. Frank Baum
Lyman Frank Baum (/bɔːm/; 15 tháng 5 năm 1856 – 6 tháng 5 năm 1919) là một tác giả nổi tiếng người Mỹ với những tác phẩm khoa học giả tưởng dành cho trẻ em, nổi tiếng nhất là tác phẩm Phù thủy xứ Oz. Ngoài 14 cuốn sách của xứ Oz, Baum còn viết 41 cuốn tiểu thuyết khác (không bao gồm 4 cuốn tiểu thuyết thất lạc, chưa được xuất bản), 83 truyện ngắn, hơn 200 bài thơ và ít nhất 42 kịch bản. Ông đã nỗ lực rất nhiều để đưa tác phẩm của mình lên sân khấu và màn ảnh; bản chuyển thể năm 1939 của cuốn sách đầu tiên của xứ Oz đã trở thành một bước ngoặt của điện ảnh thế kỷ XX.
Sinh ra và lớn lên ở ngoại ô thành phố New York, Baum chuyển về miền Tây sau một thời gian không thành công với tư cách là nhà sản xuất và nhà viết kịch sân khấu. Ông và vợ mở một cửa hàng ở Nam Dakota, bản thân ông thì trở thành biên tập và xuất bản một tờ báo. Sau đó, họ chuyển đến Chicago, nơi ông làm phóng viên báo và xuất bản văn học thiếu nhi, ra mắt cuốn sách xứ Oz đầu tiên vào năm 1900. Trong khi tiếp tục viết lách, trong số các dự án cuối cùng của mình, ông đã tìm cách thành lập một xưởng phim tập trung vào sản xuất phim thiếu nhi ở Los Angeles, California.
Các tác phẩm của ông đã dự đoán trước những ứng dụng phổ biến sau này như tivi, thực tế tăng cường, máy tính xách tay (The Master Key), điện thoại không dây (Tik-Tok xứ Oz), phụ nữ làm các công việc có tính rủi ro cao và nặng nhọc (Sách Chim xanh), và sự phổ biến của quảng cáo quần áo (Các cháu gái của dì Jane tại nơi làm việc).
Mẹ vợ của ông là nhà hoạt động xã hội người Mỹ Matilda Joslyn Gage, và tư tưởng của bà được cho là đã ảnh hưởng đến ông khá nhiều.